# لويز البوربونية (كونتيسة مونبنسييه)
لويز البوربونية (1482-15 يوليو 1561)؛ دوقة مونبنسييه منذ فبراير 1538 حتى 1561؛ هي الجدة من الجيل الرابع لـ مدموزيل الكبرى، وكذلك هي جدة شارلوت أميرة أوراني زوجة فيليم الصامت ومن خلالها هي جدة ملوك البروتستانت.

### الزواج
- في 1499 تزوجت من أندريه الثالث دو شوفيني، لم يكن لديهم أبناء.
- في 21 مارس 1504 تزوجت من قريبه لويس أمير لا روش يون سور المنتسب أيضا إلى أسرة بوربون من فرع دوقات فندوم، وأنجبت له ثلاثة أبناء:-

1. سوزان (1508-1570)؛ تزوجت من كلود دو ريو كونت هاركوت وأومال، لهم ذرية،[1] فهما سلف لويس الخامس عشر ملك فرنسا وأمراء موناكو وملوك إيطاليا.
2. لويس (10 يونيو 1513 - 23 سبتمبر 1582)؛ خليفتها، تزوج من أخت الملك غير الشقيقة جاكلين دو لونغوي، لهم ذرية، ثم من كاثرين دو لورين، ليس لديهم أبناء.
3. شارل (1515-1565)؛ خليفة والده، تزوج وله أبناء توفوا صغار.